# Рабовалюк, Михаил Иванович
Михаи́л Ива́нович Рабовалю́к (18 октября 1915, Отрада, Уфимская губерния — 10 февраля 1945, Померания) — артиллерист, Герой Советского Союза. Лейтенант.

## Биография
Михаил Иванович Рабовалюк родился в 1915 году в селе Отрада (ныне Альшеевского района Башкирии) в крестьянской семье. Украинец.
Работал зоотехником в селе Отрада, участковым зоотехником земельного отдела исполкома Альшеевского районного Совета депутатов трудящихся. Член ВКП(б) с 1943 года.

## Подвиг
Лейтенант Рабовалюк, командир взвода 45-миллиметровых пушек 487-го стрелкового полка (143-я стрелковая дивизия, 47-я армия, 1-й Белорусский фронт), в составе стрелкового батальона 15 января 1945 года северо-западнее польского города Легвоново огнём своих противотанковых пушек обеспечил быстрое продвижение советских войск вперёд. К исходу дня вышел на рубеж реки Вислы, а затем быстро переправил на западный берег материальную часть и личный состав своего взвода. Взвод Рабовалюка во многом способствовал успешному форсированию Вислы и переброске других подразделений Красной Армии, их закреплению на занятых позициях. За этот бой Рабовалюк был представлен к званию Героя Советского Союза.
Рабовалюк Михаил Иванович погиб 10 февраля 1945 года в самом начале Восточно-Померанской операции. Согласно списку безвозвратных потерь 143-й стрелковой дивизии был похоронен на южной окраине населённого пункта Карлсруэ в 7 километрах от города Дойч-Кроне. Ныне это село Ługi Wałeckie в гмине Валч Валецкого повята Западно-Поморского воеводства Польши.
Указом Президиума Верховного Совета СССР от 27 февраля 1945 года за образцовое выполнение боевых заданий командования в и проявленные при этом геройство и мужество лейтенанту Рабовалюку Михаилу Ивановичу присвоено звание Героя Советского Союза.